# Kurt Entholt
Kurt Entholt (* 18. April 1909 in Bremen; † 9. Juni 1996 ebenda) war ein deutscher Rechtsanwalt, Tischtennisspieler und -funktionär sowie bremischer Landespolitiker (BDV, FDP, FVP, DP). Er war Mitglied der Bremischen Bürgerschaft.
Entholt war 1933 deutscher Mannschaftsmeister und 1931 Mannschaftsfünfter bei den Weltmeisterschaften und in diesem Zeitraum auch Vorsitzender des Tischtennis-Verbandes Schleswig-Holstein. Nach dem Zweiten Weltkrieg war er von 1951 bis 1952 Vorsitzender des Tischtennis-Verbandes Niedersachsen und von 1961 bis 1965 der sechste Präsident des Deutschen Tischtennis-Bundes DTTB. Politisch war er von 1950 bis 1951 Vorsitzender der Bremer Demokratischen Volkspartei, die danach in der FDP Bremen aufging, für die er zwischen 1951 und 1955 zeitweise als Fraktionsvorsitzender in der Bremischen Bürgerschaft saß. 1956 wurde er Landesvorsitzender und stellvertretender Bundesvorsitzender der abgespaltenen Freien Volkspartei, ehe diese 1957 in der Deutschen Partei aufging.

## Biografie
Entholt besuchte in Bremen und Kiel ein Gymnasium. Er studierte Rechtswissenschaften an der Universität München, der Universität Berlin und der Universität Kiel. Er promovierte zum Dr. jur. und absolvierte sein juristisches Referendariat. Von 1938 bis 1940 war er als wissenschaftlicher Mitarbeiter bei der Handelskammer Kiel tätig. Als Assessor wirkte er bei einer Kieler Anwaltskanzlei. Seit 1941 war er Mitarbeiter der Treuhandstelle Danzig-Westpreußen und dann Geschäftsführer der Auffanggesellschaft für Kriegsteilnehmerbetriebe des Handels im Reichsgau Danzig-Westpreußen. 1940/41 und 1944/45 diente er als Soldat im Zweiten Weltkrieg. Nach 1945 war er in Bremen als Rechtsanwalt und Notar tätig.
Entholt war verheiratet.

## Tischtennis

### Spieler
Entholt spielte um 1930 bei dem Verein Borussia Berlin. Bei den nationalen deutschen Meisterschaften kam er 1931 und 1932 im Einzel auf Platz drei. 1933 holte er bei der erstmals ausgetragenen deutschen Mannschaftsmeisterschaft mit dem von ihm gegründeten Kieler TTK von 1925 den Titel. Die Gaumeisterschaften gewann er mit den Teams von Norddeutschland und Nordmark 1933, 1934 und 1936.
Bei der Weltmeisterschaft 1930 nahm er an den Individualwettbewerben teil. 1931 belegte er mit der deutschen Mannschaft Platz fünf. In Hamburg gewann er 1935 bei den Internationalen Deutschen Meisterschaften Bronze im Doppel mit Erich Deisler.
1931 bestritt er fünf Länderspiele. In der deutschen Rangliste wurde er 1932 auf Platz drei geführt.

### Tischtennis-Funktionär
Bis 1933 war Entholt Vorsitzender des Tischtennis-Verbandes Schleswig-Holstein. Nach dem Zweiten Weltkrieg übernahm der Jurist Entholt Verantwortung in organisatorischen Bereichen. Von 1950 bis 1951 war er Vorsitzender des Tischtennis-Verbandes Niedersachsen. Diesen Posten gab der aus Bremen stammende ab, als sich am 1. Februar 1951 Bremen abspaltete und einen eigenen Verband gründete. Danach war Entholt mehrere Jahre lang Vorsitzender des Rechtsausschusses im Deutschen Tischtennis-Bund DTTB.
Im Februar 1958 bewarb er sich um das Amt des DTTB-Präsidenten. Allerdings unterlag er bei der außerordentlichen Bundeshauptversammlung in Neumünster mit 44:59 Stimmen dem Gegenkandidaten Carl Adloff. Am 8. Juli 1961 wurde er auf der Bundeshauptversammlung des DTTB in Düsseldorf mit 76:46 Stimmen als Nachfolger von Carl Adloff, der nicht mehr kandidierte, zum sechsten Präsidenten des DTTB gewählt. Sein erfolgloser Gegenkandidat war Dieter Mauritz. Im Juni 1964 wurde Entholt als Beisitzer in das Präsidium des Deutschen Sportbundes DSB gewählt. Er war der erste Tischtennisfunktionär im DSB-Präsidium.
Während seiner Amtszeit setzte er sich für die Gründung der Bundesliga ein.
Gegen Ende seiner Amtszeit wurde massive Kritik an seiner Amtsführung laut. Diese Kontroverse führte zu einer schweren Krise im DTTB. Es begann Anfang 1965 mit der "Affäre Ness". Wegen "unkameradschaftlichen und disziplinlosen" Verhaltens beschloss der Vorstand, den damals zweitbesten deutschen Spieler Ness nicht für die Weltmeisterschaft 1965 zu nominieren. Diese Sanktion wertete der DTTB-Sportausschuss als Spielersperre. Da der Sportausschuss für Spielersperren zuständig ist fühlte sich dieser übergangen, weshalb vier der sieben Ausschuss-Mitglieder im Februar und März 1965 zurücktraten (Eberhard Rottkewitz, Rudi Gruber, Anton Luberichs, Willi Meyer). Die dadurch ausgelöste Krise im DTTB kam insbesondere im Hinblick auf die bevorstehende WM ungelegen. Nach der WM kündigte der DTTB fristlos dem Journalisten Adolf Hüngsberg, da er im Fachorgan DTS einen kritischen Bericht zu den Vorgängen geschrieben hatte, gleichzeitig wurde die Zusammenarbeit mit dem Autor Hans Wilhelm Gäb beendet.

Wegen der massiven Kritik an seiner Person trat Entholt von seinem Sitz des ITTF Advisory Committees zurück. Der Bundeshauptversammlung vom 2. bis 4. Juli 1965 in Borkum blieb Entholt fern. Als Nachfolger wurde einstimmig Dieter Mauritz gewählt.

## Politik, Mitgliedschaften
Entholt beantragte am 10. Dezember 1937 die Aufnahme in die NSDAP und wurde rückwirkend zum 1. Mai desselben Jahres aufgenommen (Mitgliedsnummer 5.362.993), seit 1935 war er schon Mitglied des NSRB. 1948 und 1949 wurde er in einem längeren Verfahren als Mitläufer entnazifiziert. Sein Einspruch dagegen wurde von der Spruchkammer verworfen, da deren Recherchen „keine Hinweise auf eine besondere Distanz zum NS-Regime ergeben, sondern im Gegenteil auf eine gewisse Nähe zu den Machthabern hindeuten, die für die Freistellung vom Militärdienst und die Berufung zum Geschäftsführer der „Auffanggesellschaft“ ausschlaggebend gewesen sei“.
Er gehörte 1946 zu den Gründern der Bremer Demokratischen Volkspartei, aus der die bremische FDP hervorging. Von 1947 bis 1950 war er stellvertretender Vorsitzender und von 1950 bis 1951 Vorsitzender der Partei. 1956 verließ er die FDP und war Gründungsmitglied der Freien Volkspartei (FVP), einer konservativen Abspaltung der FDP, zu der auch vier FDP-Bundesminister gehörten. In der FVP war er Landesvorsitzender und 1957 stellvertretender Bundesvorsitzender. 1957 schloss sich die FVP der Deutschen Partei (DP) an.
Entholt war von 1951 bis 1955 rund vier Jahre lang Mitglied der Bremischen Bürgerschaft und in verschiedenen Deputationen der Bürgerschaft tätig. 1951/52 war er stellvertretender Fraktionsvorsitzender und von Januar 1952 bis Oktober 1953 Vorsitzender der FDP-Fraktion. Sein Nachfolger in diesem Amt wurde kurzzeitig Heinz-Georg Rehberg und ab Anfang 1954 Georg Borttscheller.
Zeitweise war er Präsident des Deutschen Tierschutzbundes sowie langjähriger Vorsitzender des bremischen Bürgervereins Oberneuland-Rockwinkel.

## Werke
- Kurt Entholt: Tisch-Tennis, ein Volkssport. Kiel 1934, Selbstverlag
- Geschichte des Ortsteils von Bremen-Oberneuland. Carl Schünemann, Bremen 1969; dem Buch lagen die von Wilhelm Maßolle erstellten Blätter zur Geschichte der Kirchengemeinde Oberneuland zugrunde.

## Turnierergebnisse
| Verband | Veranstaltung     | Jahr | Ort      | Land | Einzel    | Doppel    | Mixed        | Team |
| ------- | ----------------- | ---- | -------- | ---- | --------- | --------- | ------------ | ---- |
| GER     | Weltmeisterschaft | 1931 | Budapest | HUN  | Qual      | Qual      | keine Teiln. | 5    |
| GER     | Weltmeisterschaft | 1930 | Berlin   | FRG  | letzte 64 | letzte 16 | keine Teiln. |      |

### DTTB-Krise
1. ↑  Nichtberücksichtigung von Ness - Zeitschrift DTS, 1965/3 Ausgabe West Seite 2
2. ↑  Rücktritt Rottkewitz - Zeitschrift DTS, 1965/5 Ausgabe West Seite 2
3. ↑  Rücktritt Gruber, Luberichs und Meyer - Zeitschrift DTS, 1965/6 Ausgabe West Seite 2
4. ↑  Hans Korn: "Fall Martin Ness" ins rechte Licht gerückt - Zeitschrift DTS, 1965/8 Ausgabe West Seite 13
5. ↑  Stellungnahme des DTTB-Vorstandes - Zeitschrift DTS, 1965/8 Ausgabe West Seite 16
6. ↑  Der Redakteur der Fachzeitschrift Deutscher Tischtennis Sport Adolf Hüngsberg wird durch Ralf Schoppe ersetzt, Ende der Zusammenarbeit mit Gäb. - Zeitschrift DTS, 1965/10 Ausgabe West Seite 2 + 1965/11 Seite 2 + Seite 5–6 + Seite 15–18
7. ↑  Heinz-Joachim Kermel: Was muß die Zukunft bringen?, Zeitschrift DTS, 1965/12 Ausgabe West Seite 15–16

| Personendaten    | Personendaten                                                                     |
| ---------------- | --------------------------------------------------------------------------------- |
| NAME             | Entholt, Kurt                                                                     |
| KURZBESCHREIBUNG | deutscher Politiker (BDV, FDP, FVP, DP), MdBB, Tischtennisspieler und -funktionär |
| GEBURTSDATUM     | 18. April 1909                                                                    |
| GEBURTSORT       | Bremen                                                                            |
| STERBEDATUM      | 9. Juni 1996                                                                      |
| STERBEORT        | Bremen                                                                            |